# Túnel de la Calle Cranberry
El túnel de la Calle Cranberry transporta a los trenes de los servicios A y C del metro de la ciudad de Nueva York bajo el East River entre la estación Broadway–Calle Nassau  en Manhattan y la estación Calle High–Brooklyn Bridge en Brooklyn.  El eje de ventilación es visible desde la Calle Furman. El túnel abrió el 1 de febrero  de 1933. Actualmente, el túnel abarca 27 estaciones de trenes en las horas pico, y todos a toda capacidad.